# 소섭도미
소섭도미(昭涉掉尾, ? ~ 기원전 178년)는 전한 초기의 군인이다. 개국공신 서열 111위로 평주후(平州侯)에 봉해졌다.

## 행적
한왕 4년(기원전 203년), 연나라 승상으로써 항우 정벌에 종군하였다. 이듬해에 연나라 왕 장도가 모반하니, 한나라의 편에 서서 연나라를 공격하였다. 이천석의 장군으로써 평주후에 봉해졌고, 식읍 1,000호를 받았다.
문제 2년(기원전 178년)에 죽으니 시호를 공(共)이라 하였고, 작위는 아들 소섭복이 이었다.

## 출전
- 사마천, 《사기》 권18 고조공신후자연표
- 반고, 《한서》 권16 고혜고후문공신표

| 전임 (첫 봉건) | 전한의 평주후 기원전 196년 8월 갑진일 ~ 기원전 178년 | 후임 아들 평주대후 소섭복 |